# 라스 무사스역
라스 무사스 역(스페인어: Las Musas)은 마드리드 지하철 7호선의 역이다. 마드리드 산블라스카니예하스 구의 로사스 지역에 있으며, 니사 대로와 론다 거리가 만나는 교차로에 위치해 있다. 요금구역상으로는 A구역에 속한다.
승강장 길이는 115m로 6량 규모의 열차가 정차할 수 있다. 이곳에서 카니예하스 차량기지로 입고할 수 있는데 5호선 역인 카니예하스 역에서도 똑같이 드나들 수 있다.

## 역사
1974년 7월 17일 7호선의 첫번째 구간과 함께 완공되어 영업에 들어갔다. 처음부터 7호선의 시종착역으로 문을 열었고 한동안 그 지위를 유지하다가 2007년 5월 5일 서쪽 연장구간인 메트로에스테 구간 개통으로 일반역이 되었다.
2008년 여름에는 승강장 리모델링 공사가 진행되어 천장과 벽 마감재를 푸른색 자재로 교체하였다. 이후 12월에 완공되었다.

## 환승 정보
역 주변에 버스 정류장이 총 네 곳 있다.
버스
- 시내버스
  - 38, 140, E2번 (주간)

지하철
| 마드리드 지하철                                | 마드리드 지하철       | 마드리드 지하철  |
| ---------------------------------------------- | --------------------- | ---------------- |
| 에스타디오 메트로폴리타노 오스피탈 델 에나레스 | 마드리드 지하철 7호선 | 산 블라스 피티스 |